# Praticultura
La praticultura (del latín pratum, el prado, y cultura, cultivo) es el conjunto de prácticas y disciplinas encaminadas a la producción y aprovechamiento de la hierba para alimento del ganado.

## Historia

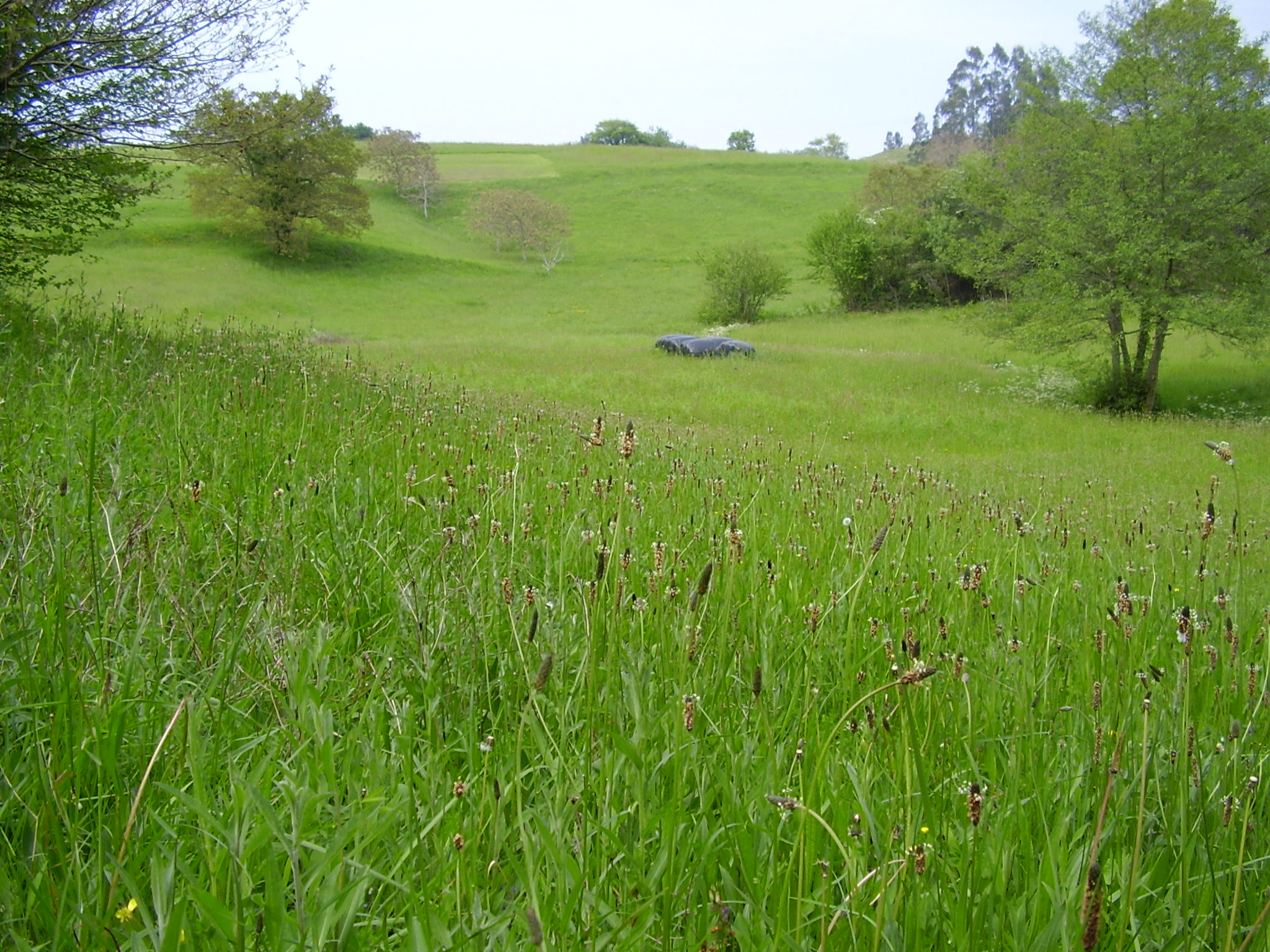
Prado de siega en Cantabria, norte de España. La hierba es cortada por medios manuales o mecánicos para la alimentación del ganado. Al fondo se observan fardos enfundados de hierba seca de cortes anteriores.

Hacia los años 7000 a. C., pueblos asentados en el sudoeste de Asia, lograron la domesticidad de animales herbívoros para servirse mejor de su energía y sus productos. La necesidad de alimentar a estos animales puede señalar un ancedente remoto de la praticultura, ejercida bajo pastoreo; sin embargo, las bases científicas de la praticultura propiamente dicha surgieron en el siglo XX, del conocimiento de los principios ecológicos, y su aplicación extensiva ha comenzado a ser practicable con el desarrollo de la tecnología. Los nuevos conocimientos de las ciencias básicas y de su aplicación a la praticultura presentan un campo de experiencias ilimitado, ya que son muy complejos y variados los problemas que resolver, desde los grandes planteamientos de estructura agraria hasta la obtención e implantación de variedades de cultivo, de mejorar características y técnicas para su óptima aprovechamiento.

## Principios
Son principios que inspiran a la praticultura:
1. asegurar la persistencia del pasto durante la época fijada para su aprovechamiento;
2. mantener la fertilidad del suelo que lo sustenta;
3. lograr la máxima calidad de la hierba;
4. obtener de ésta el máximo rendimiento, mediante su transformación en productos ganaderos.

Dentro de los principios enunciados hay que tener en cuenta los beneficios indirectos que se desprenden de su aplicación, muy especialmente la detención de la erosión y la mejora del suelo. El enfoque actual de la praticultura es eminentemente ecológico, ya que ha de atender a las interacciones del medio, la hierba y los animales; entran también en juego factores ajenos al medio físico, como son: rentabilidad de las inversiones, mecanización de las labores, disponibilidad de mano de obra, necesidades de los animales, etcétera.

## El prado
En sentido estricto, es una comunidad de plantas herbáceas mesofíticas, que forman un tapiz más o menos denso y perenne, en equilibrio dinámico con el medio; considerado como cultivo, ocupa en el mundo el primer lugar en extensión y en producción totales.
En ciertos medios geográficos, el óptimo de la vegetación (clímax) está representado por prados naturales; este es el caso de los prados de montaña de tipo alpino, así como el de las grandes formaciones herbáceas del mundo: las praderas norteamericanas de gramíneas altas anuales, con tipos de transición a la estepa interior; las pampas sudamericanas; las sabanas de África, América del Sur y Australia, diseminadas de árboles caducifolios en la estación seca; las estepas continentales de gramíneas, de gran extensión en las regiones áridas del mundo, con sus variantes leñosas. Estas grandes formaciones son en parte susceptibles de transformación y reservan al mundo importantísimos recursos; sin embargo, la mayoría de los prados intensamente explotados responden, por su origen, a la acción del hombre, que ha provocado su extensión en zonas previamente deforestadas, estabilizando después la evolución progresiva de la vegetación en etapas intermedias (subclímax) de agrupaciones herbáceas, o bien partiendo de etapas inferiores por medio de cultivos y riegos. También se distingue entre prados permanentes, estabilizados como subclímax, y prados temporales, establecidos por periodos de uno o más años sobre tierra labrada y tratados como verdaderos cultivos. Con frecuencia, el prado temporal forma parte esencial de la rotación de cultivos agrícolas, con lo que puede mejorarse el rendimiento de la tierra, que se beneficia del papel que tiene el césped como reconstructor del suelo.

### Distintos tipos de prado
Por el modo de aprovechamiento, se distingue entre prado de diente, sometido a pastoreo, y prado de guadaña, del cual se extrae la hierba cortada sin que entre el ganado. Hay prados con fines especiales, como pueden ser los destinados a la producción de forrajes en las épocas críticas, o bien los productores de semilla, etc. Los prados de producción estacional pueden clasificarse según sus épocas de aprovechamiento. Por la flora puede referirse el tipo de prado al nombre de las plantas dominantes; así se habla de alfalfar, cervunal, prado de ballico, trébol, etc.

### Las plantas del prado
Las plantas que dominan en los prados pertenecen casi en su totalidad a las familias gramíneas y leguminosas, que con frecuencia muestran caracteres complementarios. Las gramíneas suelen tener raíces fasciculadas, densas, no muy profundas, que renuevan constantemente, proporcionando con ello al suelo un importante aporte de materia orgánica y estableciendo en él innumerables conductos que mejoran su estructura y, por tanto, aumentan la permeabilidad, capacidad de retención de agua, aireación, etc.; en general, las gramíneas absorben con dificultad el calcio del suelo y muy bien el potasio; las más valiosas, en los pastos de regiones templadas y regiones húmedas, pertenecen a los géneros Lolium, Dactylis, Phleum, Phalaris, Festuca, Agrostis, Poa y Cynosurus. Las leguminosas, por el contrario, suelen tener la raíz principal bien desarrollada y más profunda, por lo que muchas de ellas pueden soportar climas más áridos, permaneciendo verdes y productivas en los periodos secos; en los nódulos que se forman en sus raíces se fija el nitrógeno del aire, que asimilan y aportan al suelo en cantidades que llegan a varios centenares de kg/ha; en general, requieren más luz que las gramíneas y, a diferencia de éstas, absorben bien el calcio del suelo y peor el potasio; entre las más valiosas se encuentran muchas especies de los géneros Trifolium, Medicago, Vicia y Onobrychis.
La zona mediterránea, y concretamente la península ibérica, destaca por su riqueza en pratenses leguminosas; además de los géneros citados abundan los Hippocrepis, Coronilla, Astragalus, Hedysarum y Scorpiurus.
En los prados viejos suele haber muchas especies de otras familias que, en principio, deben eliminarse de la competencia con las pratenses más productivas; sin embargo, no todas ellas merecen el nombre de malas hierbas, pues parecen tener ciertas virtudes en la alimentación del ganado; en muchas de ellas se ha encontrado un mayor contenido mineral que en las pratenses cultivadas.

## Práctica
Son atributos de una buena pratense: su adaptación al medio, resistencia al corte, producción de renuevos basales, rapidez de establecimiento, «concurrencia» o agresividad frente a especies menos deseables, capacidad de vivir en densidad, floración tardía, máxima duración del periodo de crecimiento activo, continuidad y uniformidad de la producción, persistencia, alta producción de hoja, valor nutritivo, digestibilidad, palatabilidad y facilidad de conservarse en forma de heno. En prados de poca fertilidad o cierta aridez ha de tenerse en cuenta además la capacidad de mejora del suelo y la adaptación al sistema de aprovechamiento y al tipo de ganado pastante. Una buena combinación de especies puede reunir un óptimo de estas cualidades. La selección de variedades de cultivo (cultivares) se ha desarrollado intensamente a partir de la I Guerra Mundial, y es mucho lo que cabe esperar de esta técnica con la ayuda de la Fitogenética.
Para la valoración de los pastos es conveniente emplear técnicas universales utilizables en cualquier época del año. Con este criterio se han propuesto unidades de valoración química, aunque su valor indicativo siempre es parcial y depende en gran parte de los métodos de análisis, que deben completarse con los de digestibilidad in vivo. El rendimiento se expresa generalmente en peso de materia seca/ha en un tiempo determinado. Últimamente se han desarrollado métodos de valoración basados en la cantidad de clorofila por unidad de superficie del prado, y en su concentración con relación a los demás pigmentos. Puede ser práctico en ciertos casos expresar la producción del prado en productos ganaderos, por ejemplo, litros de leche por hectárea y año. Por carga se entiende el número de reses de la clase de ganado que se trate, o bien su equivalente en peso vivo, por unidad de superficie pastable; para facilitar las comparaciones hay establecidas equivalencias entre las distintas clases de ganado.

## Principios básicos para la praticultura
En la aplicación de los principios básicos de la praticultura se presentan numerosos problemas prácticos de carácter local, ya que están relacionados con el clima, el suelo, la flora, la fauna, la sucesión de los fenómenos biológicos, etcétera. En relación con la adaptación al medio, hay que considerar factores como intensidad y periodicidad de la luz, temperaturas del suelo y del aire y sus oscilaciones, cantidad y distribución del agua, contenido del suelo en nutrientes; cada uno de estos factores tiene dos valores entre los que es posible la vida de cada planta y un valor óptimo para su desarrollo normal. Una misma especie puede presentar variedades cuyo crecimiento está adaptado a unos óptimos locales (ecotipos), de gran interés en p.; pero, en general, especies afines presentan tendencias a unos óptimos semejantes. La producción de hierba es irregular a lo largo del año, pudiendo paralizarse al rebasar algún valor límite de los factores del medio. El máximo crecimiento suele tener lugar poco antes de la floración, que es el momento en que la planta alcanza una mayor superficie foliar con relación al área que ocupa (índice de área foliar o IAF); la humedad del suelo ayuda a movilizar las reservas acumuladas principalmente en la base de la planta, prestas a producir renuevos para continuar el crecimiento después del corte. La praticultura tiende a reducir los periodos de escaso crecimiento con la búsqueda e implantación de razas de floración tardía, con estímulos para alargar el periodo de aprovechamiento, como son los riegos y los abonos, y con una explotación más ajustada.

## Implantación en el prado
En la implantación de un prado hay que contar con las condiciones para la mecanización rentable de las labores a realizar: preparación del terreno, siembra, enmiendas, fertilización y recolección. Las pratenses se siembran generalmente a muy poca profundidad, sobre todo si el suelo es húmedo y pesado. Con las modernas sembradoras se regula bien la medida, más sembrando en líneas que facilitan la nascencia de las plantas en los suelos duros, por lo que puede ahorrarse mucha semilla. Las siembras puras son frecuentes en los prados cultivados para fines especiales; en los de diente, una buena mezcla de semillas proporciona un pasto más equilibrado en su crecimiento y un alimento más completo; además, el comportamiento complementario de las especies incluidas da lugar a un mejor aprovechamiento del suelo y de la luz, con lo que se obtiene una superficie foliar máxima; el conjunto del prado puede acusar menos las variaciones periódicas y permitirá alargar la temporada de producción.

### Mezcla de semillas
Muchos tratados de praticultura recomiendan mezclas de semillas para distintos tipos de prado convencionales o bien presentan fórmulas para calcular la proporción de cada variedad, basada en la cantidad que se emplearía de la misma en siembra pura, corregida con un factor según su índice de concurrencia o poder relativo de dicha variedad para extenderse a costa de otra con la que convive. Los datos así obtenidos pueden servir de orientación, contando con el tipo de prado para el que han sido elaborados; la experiencia en cada caso ha de llegar al mejor resultado. En beneficio de un cultivo y un aprovechamiento más sencillos, una mezcla para siembra debe contener el mínimo de especies complementarias; en principio, puede bastar con una gramínea y una leguminosa. La cantidad a sembrar, que depende de las variedades elegidas, pureza y viabilidad de las semillas y condiciones del medio, tiende a reducirse mucho actualmente, más tratándose de prados temporales bajo condiciones óptimas y de semillas con calidad certificada.

### El éxito buscado
El éxito de la siembra depende en gran parte de la preparación del terreno. Una tierra limpia, fina, blanda y suficientemente compacta es el lecho adecuado para la germinación y el desarrollo de las plantas, así como para las labores siguientes. En los prados temporales de zonas templadas y húmedas se efectúan una o dos pasadas de reja pocos meses antes de la siembra, seguidas de gradeo y apisonado. En pastizales viejos o mal cuidados podrá ser necesario un desbroce previo; en muchos casos será suficiente un pastoreo bien dirigido, con ganado vacuno o equino preferentemente, pues el ovino es más selectivo. El fuego, aplicado cuando el suelo está húmedo, puede ser un buen elemento desbrozador.

## Corrección de suelos
Los suelos que no reúnan las condicionesfísico-químicas necesarias para mantener un buen prado pueden corregirse en muchas casos con enmiendas; el aporte de materia orgánica es necesario en las tierras arcillosas o en las muy ligeras; cuando el suelo es ácido podrá bastar un avenamiento, pero suele ser además necesario el encalado, preferentemente con piedra caliza finamente molida, aplicado en varias dosis desde las primeras labores; la cal o la magnesia producen efectos más rápidos pero fugaces. Reducida la acidez (valores de pH entre 6 y 7) se logra una estructura más adecuada y la movilización de los nutrientes, permitiendo el progresivo establecimiento de mejores pratenses. No obstante, con la continua extracción de hierba se producen en el prado pérdidas de elementos nutritivos que hay que restituir al suelo; la fertilización periódica es necesaria para asegurar la permanencia y productividad del prado, adelantando además el periodo de crecimiento, ya que a bajas temperaturas se inmovilizan en gran parte los nutrientes procedentes de la actividad de los organismos del suelo; pero ha de tenerse en cuenta: el déficit de elementos que sufra el suelo, la capacidad de asimilación de las pratenses instaladas y la intensidad y forma de los aprovechamientos. La fertilización del suelo también influye en la nutrición de los animales.

### Abonado del suelo
A la aplicación de los distintos abonos responderá el prado con la predominancia de unas u otras especies; en general, los abonos fosfatados son esenciales, ya que el fósforo extraído con la hierba no vuelve al prado; favorecen especialmente el desarrollo de las leguminosas y estimulan la formación de renuevos; el potasio aumenta la resistencia de las pratenses al frío y coopera a la formación de reservas; su deficiencia la acusan especialmente las leguminosas en competencia con las gramíneas, que lo asimilan mejor; en regiones lluviosas suelen escasear este elemento y el calcio.

## Aprovechamiento del pasto
Difiere en su forma según el destino del prado y las condiciones del medio;el problema general será mantener a lo largo del año un número determinado de cabezas de ganado, dando a la hierba el descanso necesario después de cada aprovechamiento, para permitir su máxima producción; desde un punto de vista ecológico, el mejor aprovechamiento de la energía y su mayor eficacia son función de la velocidad del ciclo trófico y del mínimo de transformaciones dentro de él; el pastoreo, o alimentación del ganado directamente sobre el prado, es en principio la forma de aprovechamiento más económica y eficaz, sobre todo en prados de poca fertilidad; puede tener ciertos inconvenientes en suelos encharcados, épocas de lluvias, o bien debidos a proliferación de parásitos y transmisión de enfermedades, pero sobre todo impone un conocimiento más profundo de las relaciones suelo hierbaganado para realizarlo con éxito.

### Carga animal
Hay que calcular la «carga» que puede soportar un pasto sin deteriorarse; un pastoreo intenso puede mejorar la calidad del prado; si es excesivo, amenazará el agotamiento del pasto y la erosión del suelo; esto es más patente en condiciones semiáridas o en explotaciones extensivas de pastoreo continuo; para regular bien la carga y el periodo de reposo suele establecerse una rotación del aprovechamiento por parcelas; su número dependerá del tiempo de reposo necesario entre dos pastoreos consecutivos sobre cada una de ellas; y su superficie, del número de cabezas. En pastizales pobres o agotados, se reservan grupos de parcelas en las que sólo entra el ganado después de que haya madurado la semilla, con el fin de fomentar la autorresiembra; en el resto de las parcelas, se practica el pastoreo rotacional; este pastoreo «diferido» afecta cada año a los grupos de parcelas hasta completar el ciclo en todas ellas. La materialización de las parcelas, en ambos casos, podrá hacerse con cualquier tipo de cerramiento, incluso setos vivos; las cercas eléctricas portátiles permiten ajustar mejor el pastoreo a las necesidades del ganado y del pasto; en tiempo de máxima producción, la superficie de pasto se limitará al mínimo, reservando el resto para la siega; estas reservas pueden equilibrar los periodos de mínima producción; la siega es el único sistema de aprovechamiento en los prados de guadaña, que pueden sufrir varios cortes al año; pero, en general, es complementaria del pastoreo; favorece el desarrollo de renuevos, la producción de hojas y contribuye a retrasar la floración, por lo que puede constituir una forma de alargar el periodo de aprovechamiento; la siega de la parte del pasto rechazado por los animales (rehúso) contribuye también a mantener la calidad del prado.

### Hierba segada
La hierba segada puede administrarse fresca al ganado estabulado o ser sometida a procesos de conservación; en este caso, se dejan sobre el prado las hileras de hierba formadas y se voltean con la frecuencia necesaria para que se sequen por igual al aire y al sol; en una semana, o menos, habrá perdido más de la mitad de su contenido en agua y podrá almacenarse sobre el mismo campo o bien en heniles cubiertos; el heno ya formado contiene cerca del 15% de agua, tiene color verde y olor agradable. La desecación artificial puede ser necesaria en países muy húmedos; se efectúa en torres con corriente forzada de aire. Cada vez se presta más atención al ensilado, conservación de forrajes mediante fermentación láctica, previamente desecados y comprimidos para eliminar el aire. Estos productos, y otros derivados de las industrias agrícolas, ayudan a mantener la ración de producción (o al menos la de sostenimiento) cuando falta la hierba. En todo caso, en países con relieve acusado y movido, subsiste como solución el aprovechamiento estacional de los pastos de montaña dentro de pequeñas comarcas, tal como lo practica el ganado siberiego, que permanece en la montaña el verano y pace el resto del año en los pastos de la llanura inmediata; es una forma restringida de la trashumancia, método de pastoreo tradicional en los países mediterráneos que tiende a desaparecer.

## Fuente
- El contenido de este artículo incorpora material de la Gran Enciclopedia Rialp que mediante una autorización permitió agregar contenidos y publicarlos bajo licencia GFDL. La autorización fue revocada en abril de 2008, así que no se debe añadir más contenido de esta enciclopedia.